# Meiglyptes
Meiglyptes es un género de aves piciformes perteneciente a la familia Picidae, cuyos miembros viven en el Sudeste Asiático. 

## Especies
El género contiene tres especies:
- Meiglyptes tristis - pito triste;
- Meiglyptes jugularis - pito blanquinegro;
- Meiglyptes tukki - pito tukki.